# تپه تله گه منصور آقایی
تپه تله گه منصور آقایی در شهرستان جوانرود، بخش روانسر، روستای منصور آقایی واقع شده و این اثر در تاریخ ۱۱ مرداد ۱۳۸۴ با شمارهٔ ثبت ۱۲۴۸۹ به‌عنوان یکی از آثار ملی ایران به ثبت رسیده است.